# Ochodaeus mongolicus
Ochodaeus mongolicus es una especie de coleóptero de la familia Ochodaeidae.

## Distribución geográfica
Habita en China.